# Баштовой, Николай Иванович
Николай Иванович Баштово́й (1927 — 1999) — советский водолаз-испытатель, лауреат Сталинской премии.

## Биография
Родился 9 мая 1927 года в селе Новопсков Старобельского района в крестьянской семье.
С 1.12.1944 на военной службе, 2-й запасной стрелковый полк 11-й запасной стрелковой дивизии. После окончания войны зачислен в водолазную школу КЧФ и в дальнейшем до 1971 года служил в аварийно-спасательной части. В 1960-е годы преподавал водолазное дело курсантам ЧВВМУ имени П. С. Нахимова.
Принимал участие в государственных испытаниях спецтехники, отработке технологии работ по глубоководной резке металла, подъему судов, спасению моряков с различных глубин. Поставил несколько рекордов глубины нахождения под водой.
Был первым испытателем аппарат ИСА-М-48, который позволял находиться под водой до двух часов, и глубоководных водолазных станций ГКС-3 и ГКС-ЗМ (гелиокислородное снаряжение). 

## Признание
- Сталинская премия второй степени (1952) — за работу в области техники (участие в создании нового снаряжения и освоение метода глубоководных спусков)

После того, как 29 октября 1955 года на севастопольском рейде взорвался и затонул линкор «Новороссийск», принимал участие в спасении экипажа, а позже и в подъеме корабля. Указом Президента Российской Федерации № 871 от 5 июля 1999 года за мужество, отвагу и самоотверженность, проявленные при спасении экипажа линейного корабля «Новороссийск», был награждён орденом Мужества (посмертно).
- две медали «За боевые заслуги» (26.10.1955, 23.02.1971).